# シルバーボウ郡 (モンタナ州)
シルバーボウ郡（英: Silver Bow County）は、アメリカ合衆国モンタナ州の南西部に位置する郡である。人口は3万5133人（2020年）。モンタナ州の郡では面積最小である。郡庁所在地はビュートであり、1977年からビュートとシルバーボウ郡は統合市郡になっている。
1920年の人口は6万人を超えており、1950年までモンタナ州で人口最大の郡だった。その後カスケード郡に追い越され、さらに1970年にはイエローストーン郡が最大の郡になった。

## 地理
アメリカ合衆国国勢調査局に拠れば、郡域全面積は719平方マイル (1,862 km2)であり、このうち陸地は718平方マイル (1,860 km2)、水域は1平方マイル (2 km2)で水域率は0.09%である。

### 主要高規格道路
- 州間高速道路15号線
- 州間高速道路90号線
- 州間高速道路115号線
- アメリカ国道10号線（旧道）
- アメリカ国道91号線
- モンタナ州道2号線
- モンタナ州道41号線
- モンタナ州道43号線
- モンタナ州道55号線

### 隣接する郡
- ディアロッジ郡 - 北西
- ジェファーソン郡 - 東
- マディソン郡 - 南
- ビーバーヘッド郡 - 南西

### 国立保護地域
- ビーバーヘッド国立の森（部分）
- ディアロッジ国立の森（部分）

## 人口動態

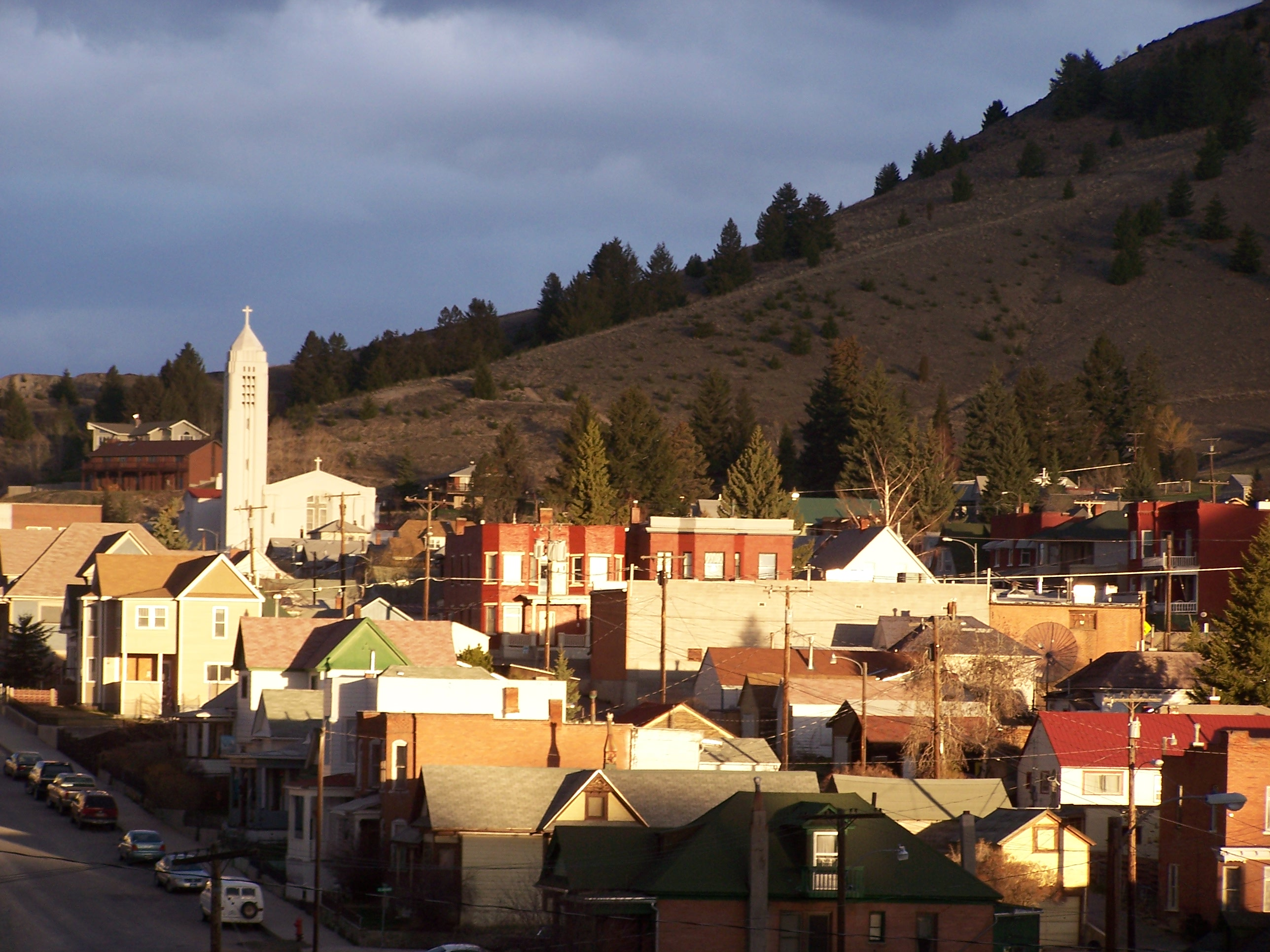
ビュート市

以下は2000年国勢調査による人口統計データである。
| 基礎データ - 人口: 34,606人 - 世帯数: 14,432 世帯 - 家族数: 8,933 家族 - 人口密度: 19人/km2（48人/mi2） - 住居数: 16,176軒 - 住居密度: 9軒/km2（22軒/mi2） 人種別人口構成 - 白人: 95.35% - アフリカン・アメリカン: 0.16% - ネイティブ・アメリカン: 2.03% - アジア人: 0.43% - 太平洋諸島系: 0.06% - その他の人種: 0.59% - 混血: 1.37% - ヒスパニック・ラテン系: 2.75% 先祖による構成 - アイルランド系：25.4% - ドイツ系：14.2% - イギリス系：11.4% - イタリア系：5.9% 年齢別人口構成 - 18歳未満: 23.7% - 18-24歳: 9.6% - 25-44歳: 26.7% - 45-64歳: 24.0% - 65歳以上: 16.0% - 年齢の中央値: 39歳 - 性比（女性100人あたり男性の人口） - 総人口: 978 - 18歳以上: 96.3 | 世帯と家族（対世帯数） - 18歳未満の子供がいる: 28.0% - 結婚・同居している夫婦: 47.8% - 未婚・離婚・死別女性が世帯主: 10.5% - 非家族世帯: 38.1% - 単身世帯: 32.8% - 65歳以上の老人1人暮らし: 13.7% - 平均構成人数 - 世帯: 2.32人 - 家族: 2.97人 収入と家計 - 収入の中央値 - 世帯: 30,402米ドル - 家族: 40,018米ドル - 性別 - 男性: 31,295米ドル - 女性: 21,610米ドル - 人口1人あたり収入: 17,009米ドル - 貧困線以下 - 対人口: 14.9% - 対家族数: 10.7% - 18歳未満: 19.2% - 65歳以上: 8.9% |

## 都市と町

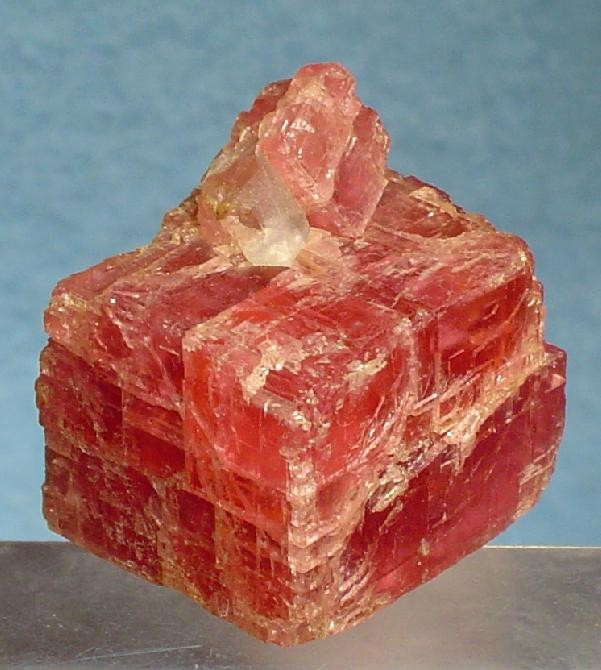
ビュート鉱業地区にあるエンマ鉱山から採掘された菱マンガン鉱

### 都市
- ビュート - 郡庁所在地
- ウォーカービル

### その他の町
- メルローズ
- ラムゼイ
- ロッカー
- シルバーボウ

## 政府と政治
シルバーボウ郡と隣接するディアロッジ郡は大統領選挙の時にモンタナ州の中でも最も一貫して民主党を支援している2つの郡である。1956年のドワイト・D・アイゼンハワー以降共和党候補を支持したことはない。両郡共に過去13回の大統領選挙で民主党候補を支持してきた。過去5回の選挙では民主党候補が16ないし41%の差を付けてシルバーボウ郡を制してきた。
モンタナ州上院では第37選挙区に入っており、2004年以来民主党のスティーブ・ギャラスが務めている。モンタナ州下院では第73選挙区に入っており、民主党のパット・ヌーナンが務めている。